# ノーマン・スマイリー
ノーマン・スマイリー（Norman Smiley、1965年2月28日 - ）は、アフリカ系イギリス人のプロレスラー。イングランド・サウサンプトン出身、フロリダ州マイアミ育ち。

## 来歴
幼少期にアメリカ合衆国に移住し、子供のころからプロレスが好きで週末には試合会場に足を運んだ。少年時代はテニス、卓球、バスケットボールに明け暮れ、フロリダの高校時代にはレスリング、ボディビルで活躍。レスリングでは187ポンド級フリーでフロリダ王者になり、ボディビルのコンテストではミスター・USA、ミスター・マイアミ、ミスター・フロリダに選ばれている。その後、タリー・ブランチャードにスカウトされ、プロレスラーを目指しマレンコ道場でトレーニングを積む（この間にカール・ゴッチの指導も受けている）。
1986年に地元フロリダ地区のインディー団体にてウルトラマン・ジャック相手にブラック・マジック（Black Magic）のリングネームでデビュー。1988年に第2次UWFに初来日。以降、常連外国人選手として来日を続け、関節技を中心とする技巧派のファイトスタイルから、専門誌などで肌の色と藤原喜明に擬えて「黒い藤原」と呼ばれた。
UWF崩壊後はUWFインターナショナル、NWA、CMLL（当時EMLL）を転戦。CMLLではルードのポジションで活動し、1991年にCMLL世界ヘビー級王座を獲得した。1995年から1996年まではECWに参戦。英国貴族ギミックのロード・ヘンリー・ノーマン（Lord Henry Norman）を名乗っていた時期もあった。
1997年にWCWと契約。クリス・アダムスとの英国人タッグやチャボ・ゲレロ・ジュニアとの抗争、ハードコア王座王座戴冠など前座戦線を中心に活躍。WCWでは「気の弱いハードコア王者」を演じ、相手の攻撃を受け泣き叫ぶことから "スクリーミン" ノーマン・スマイリー（"Screamin'" Norman Smiley）と呼ばれた。
WCW崩壊後はインディー団体を転戦。2002年には闘龍門に来日、CRAZY-MAXと共闘した。その後、TNAを経て2008年にトレーナーとしてWWEと契約し、傘下団体のFCWおよびNXTで後進の指導・育成にあたっている。

## 得意技
- ノーマン・コンクエスト
- ルーマニアン・クラッチ
- フジワラ・アームバー

## 獲得タイトル
- CMLL世界ヘビー級王座：1回
- WCWハードコア王座：2回
- FSCWヘビー級王座：1回
- XWAヘビー級王座：1回
- FOWヘビー級王座：1回
- MXPWヘビー級王座：1回